# Mark Sloan
Mark Everett Sloan, M.D., F.A.C.S. é um personagem fictício da série de televisão de drama médico da ABC, Grey's Anatomy, interpretado por Eric Dane. Criado pela showrunner Shonda Rhimes, o personagem foi introduzido na segunda temporada como melhor amigo de Derek Shepherd, que causou o fim do casamento de Shepherd, dormindo com sua então esposa, Addison Montgomery.
Ele se muda para Seattle na  terceira temporada para fazer as pazes com Derek e se torna o novo plástico do Seattle Grace Hospital, depois do qual ele é apelidado de "McSteamy" (Gostosão) pelas internas do sexo feminino por sua boa aparência. O enredo focal de Mark na série envolveu seu relacionamento romântico com Lexie Grey (Chyler Leigh), uma das internas que estava em seu serviço quando começaram a namorar. Tanto ele quanto Lexie sofreram ferimentos fatais durante um acidente de aviação no final da oitava temporada, e o Seattle Grace Mercy West foi renomeado como Grey-Sloan Memorial Hospital em sua memória.

## História
Mark vem de uma família rica e destacada de Nova York. Quando criança, ele se tornou amigo de Derek Shepherd (Patrick Dempsey), bem como uma espécie de segundo filho para sua família; apesar disso, ele teve um caso com a irmã de Derek, Nancy. Sua amizade continuou durante toda a infância até a idade adulta e Mark testemunhou o casamento entre Derek e Addison Montgomery (Kate Walsh). Ele estudou medicina e escolheu duas especializações, cirurgia plástica e otorrinolaringologia; com o tempo, ele se tornou um dos melhores cirurgiões da costa leste. Quando o casamento entre Derek e Addison começou a ter os primeiros problemas, Mark e Addison tiveram um caso e Derek os surpreendeu enquanto mantinham um relacionamento sexual.
Depois que Derek declarou o fim do casamento com Addison e da amizade com Mark, ele e Addison viveram juntos por dois meses, durante os quais Addison ficou grávida de seu filho. Mark ficou inicialmente empolgado com a ideia de gravidez, mas ela abortou, pensando que ele não seria um bom pai além de um homem infiel, e o deixou, tentando consertar relações com Derek em Seattle.
Mark aparece pela primeira vez na segunda temporada. Em sua primeira aparição, ele flerta com Meredith Grey e Derek lhe dá um soco no rosto. Derek explica que Mark teve um caso com sua esposa, Addison, enquanto eles moravam em Nova York. Mark viaja para Seattle, com a intenção de convencer Addison a voltar com ele, mas sua oferta é rejeitada e Derek se recusa a renovar sua amizade. Mark retorna durante a terceira temporada por ordem bêbada de Addison, mas ela novamente o rejeita uma vez sóbria. Implacável, Mark vende sua clínica privada de sucesso (que ele anteriormente compartilhou com Derek) e assume o programa de plásticas no Seattle Grace Hospital. Durante a agitação de morfina de Meredith, Mark descobre seu apelido "McSteamy" que foi dado a ele por ela durante sua primeira viagem a Seattle quando ele tentou trazer Addison de volta e ganhar a amizade de Derek de volta. Mais tarde é revelado que Mark em algum momento dormiu com todas as irmãs de Derek. Mark tem um breve romance com a amiga de Addison, a cirurgiã ortopédica Callie Torres (Sara Ramírez), e desenvolve uma amizade com a namorada de Derek, a interna Meredith Grey (Ellen Pompeo). É revelado que depois que Derek deixou Nova York, Mark e Addison continuaram seu relacionamento por dois meses, durante os quais ela engravidou e abortou seu filho. Apenas algumas semanas depois de se mudar para Seattle, ele rapidamente observa que o verdadeiro amor de Derek foi Meredith e tenta convencer Addison de que seu casamento com Derek havia acabado. Mark entra em um pacto de abstinência de sessenta dias com Addison, concordando que se eles puderem permanecer celibatários por esse tempo, Addison dará ao seu relacionamento outra chance. Addison acaba quebrando o pacto fazendo sexo com o interno Alex Karev (Justin Chambers), e logo depois sai de Seattle para trabalhar em Los Angeles.
Mark apoia Derek quando Meredith chega perto de morrer depois de se afogar, e os dois são capazes de reavivar sua amizade. Eventualmente é revelado que ele e Derek cresceram juntos e que ele, tendo perdido sua mãe quando criança e emocionalmente negligenciado por seu pai, considerou a mãe de Derek como sua figura materna. Como ele era filho único e Derek era o único filho, eles se tornaram amigos íntimos e ele era o padrinho de Derek no casamento deste último com Addison. Ele também faz amizade com Callie, e desenvolve uma atração pela cirurgiã cardiotorácica Erica Hahn (Brooke Smith). Erica não retribui seus sentimentos, e ele apóia Callie quando ela e Erica têm um breve relacionamento. Quando Addison aparece no Seattle Grace para um caso, Mark tenta dormir com Addison novamente, mas ela se recusa. As enfermeiras mais tarde começam um clube contra ele chamado Nurses United Against Mark Sloan. Depois de uma série de tensão sexual não resolvida de sua parte, Mark se vê seduzido por Lexie Grey (Chyler Leigh), apesar do pedido de Derek de que ele mantenha seu relacionamento platônico antes mesmo de seu relacionamento começar. Eles começam um relacionamento sexual, que Lexie para até que ele esteja disposto a admitir publicamente a ser seu parceiro. Mark finalmente concorda e diz a Derek, que o ataca. Animosidade existe entre eles por vários episódios, antes de mais uma vez reparar sua amizade. O relacionamento de Mark e Lexie se torna cada vez mais sério. Ele conhece o pai dela, Thatcher (Jeff Perry); e no final da quinta temporada, pede para ela morar com ele. Embora Lexie inicialmente declina, ele continua comprometido com seu relacionamento, e ela concorda no início da sexta temporada.
Mark descobre que ele tem uma filha de 18 anos, Sloan Riley (Leven Rambin), que chega em busca de seu apoio depois de engravidar e ser despejada por sua mãe. Mark permite que ela vá morar com ele, o que irrita Lexie. Quando Lexie deixa claro que ela sabia que Mark iria escolher sua própria filha sobre ela, ela coloca um fim ao relacionamento deles. Sloan experimenta dificuldades em sua gravidez, então Mark a leva para Los Angeles para ser tratada. Ele e Addison mais uma vez dormem juntos, mas quando ele volta, ele diz a Lexie porque ele não quer mentir para ela e quer que eles voltem juntos, mas quando ela diz a ele que ela dormiu com Alex, acaba com o relacionamento deles. Quando Sloan decide dar o bebê para adoção, Mark e Callie se oferecem para adota-lo juntos. Sloan declina sua oferta e deixa Seattle, deixando Mark distraído. Ele entra em um relacionamento com a cirurgiã cardiotorácica Teddy Altman (Kim Raver), apesar do fato de que ela está apaixonada por seu colega cirurgião de trauma, Owen Hunt (Kevin McKidd). Sloan retorna inesperadamente e dá à luz um filho. Ela reconsidera ter o bebê adotado, mas quando Mark garante que ele vai apoiá-la não importa o que aconteça, dá o bebê para um casal adotivo de Washington.
No final da sexta temporada, um atirador comete assassinato em massa no hospital. Mark ajuda Lexie a salvar Alex, seu novo namorado. No rescaldo do tiroteio, Lexie tem um colapso nervoso e Mark tem seu compromisso com a unidade psiquiátrica. Sua amizade é tensa, no entanto Lexie suaviza em direção a ele quando ela descobre que ele ainda está apaixonado por ela. Quando Lexie vai falar com Mark sobre ele ainda estar apaixonado por ela, ela vê Mark entrando em seu apartamento com a irmã de Derek, Amelia, beijando-a e, finalmente, fazendo sexo com ela. Quando a namorada de Callie, cirurgiã pediátrico Arizona Robbins (Jessica Capshaw), rompe com ela, ela e Mark têm uma noite animada. Pouco tempo depois, ele se reconcilia com Lexie. Mark fica feliz quando Callie descobre que está grávida de seu filho. Lexie, no entanto, fica desanimada com a notícia e deixa Mark.
Mark pede ao Dr. Jackson Avery para descobrir como Lexie está, mas Jackson mente para Mark que ele não foi capaz de descobrir, e ele (Jackson) começa a namorar Lexie logo depois disso. Enquanto isso, a filha de Callie e Mark nasceu. Mark depois dá a Jackson e Lexie sua bênção, e diz a Lexie que ele a deixará ir; Lexie responde que ela ainda está apaixonada por ele, mas agora ela precisa que Jackson seja feliz. Depois de dar um tempo difícil a Jackson, Mark finalmente reconhece suas habilidades cirúrgicas e decide ensiná-lo, embora ele ainda evidencie sentimentos em relação a Lexie, enquanto ele mostra suas próprias habilidades como pai de Sofia. Ele também começa a se dar melhor com Arizona. Depois de muito tempo sem namorar, Mark finalmente inicia um relacionamento com Julia. Isso deixa Lexie com ciúmes, o que faz com que ela e Jackson terminem. Lexie se esforça para dizer a Mark como ela se sente, mas finalmente admite que isso o deixou dividido entre ela e Julia. No final da oitava temporada, Mark, Lexie, Derek, Meredith, Cristina e Arizona estão envolvidos em um acidente de aviação a caminho de Boise, Idaho, para realizar uma cirurgia em gêmeos. Lexie fica esmagada sob detritos. Depois de tentar e não conseguir salvá-la, Mark segura uma Lexie moribunda pela mão, dizendo-lhe que ele sempre a amou. Ele e as sobreviventes remanescentes são deixadas na floresta, lamentando Lexie e lutando para permanecerem vivas.
Na estreia da nona temporada, descobre-se que Mark está em suporte de vida devido às lesões extensas que sofreu no acidente de avião e, conforme determinado por sua vontade, as máquinas seriam desligadas se ele não mostrasse sinais de acordar dentro de 30 dias. Flashbacks de alguns momentos da vida de Mark mostraram que ele estava sendo filmado enquanto estendia seus parabéns às recém-casadas Callie e Arizona. No final do discurso, ele declara que Lexie era a pessoa que ele queria envelhecer e dançar no casamento da neta. Às 17:00 daquele dia, com Derek e Callie vigiando ao lado da cama, as máquinas foram desligadas e Mark Sloan morreu pouco depois. O episódio seguinte revela que ele teve uma onda de boa saúde em seu retorno ao Seattle Grace antes de finalmente sucumbir aos ferimentos. Sua "súbita" lhe deu energia suficiente para aconselhar seu protegido Jackson, "quando você ama alguém, diga a eles", o que acredita-se ser uma reflexão sobre o maior obstáculo de seu relacionamento fracassado com Lexie. Durante esta energia momentânea, Mark também aproveitou a oportunidade para fazer uma pausa limpa com sua namorada, Julia, afirmando que a situação não era justa para ela como ele sempre amou apenas Lexie. Após sua morte, Shonda Rhimes reflete sobre o relacionamento de Mark e Lexie: "... ele e Lexie ficam juntos de certa forma. O amor deles continua sendo verdade." O hospital Seattle Grace Mercy West é posteriormente renomeado como Grey Sloan Memorial Hospital em homenagem a Lexie e Mark.
Na décima quinta temporada, no episódio "Flowers Grow Out of My Grave" o espírito de Mark aparece ao lado dos fantasmas de George O'Malley, Derek Shepherd, Lexie Grey e Ellis Grey enquanto eles assistem Meredith deixar o hospital depois de tratar um paciente mexicano cuja família celebra o Día de los Muertos.

## Desenvolvimento

### Casting e criação
Eric Dane fez o teste para o papel durante o casting do piloto e, finalmente, recebeu o papel, que só foi posteriormente introduzido no show. Ele inicialmente apareceu como uma estrela convidada no episódio "Yesterday" da segunda temporada, tornando-se regular no episódio da terceira temporada "Sometimes a Fantasy", transmitido pela primeira vez em outubro de 2006. A diretora de elenco Linda Lowy deu o pronunciamento: "Você não pode esquecer McSteamy. Nós lançamos (Dane) por um episódio, e eu acho que as mulheres em todo o país ficaram meio loucas. Todo mundo estava falando sobre ele, então decidimos fazer dele um regular". Em julho de 2012, o TVLine anunciou que Dane deixaria o show após os dois primeiros episódios da nona temporada. Rhimes disse que ela e Dane decidiram acabar com a história de Mark depois de muita discussão. Ela acrescentou: "Era uma coisa que Eric estava pensando há um tempo, mas parecia o momento certo para ele". No entanto, E! On-line informou que Rhimes foi forçado pela rede a reduzir o elenco por razões orçamentárias e que Dane não pediu para sair da série.

### Caracterização
A American Broadcasting Company (ABC) caracterizou Sloan como "charmoso", "confiante", "presunçoso", "espertinho" e "ótimo com as mãos". Shonda Rhimes disse sobre o personagem: "Mark, o bad boy original, está lutando com seus próprios demônios. Ele traz uma porção saudável de mistério e potencial conflito para o Seattle Grace."

## Recepção
O relacionamento de Mark Sloan com Lexie Grey de Chyler Leigh tem sido bem recebido por críticos e fãs, com Chris Monfette da IGN escrevendo: "O relacionamento honesto de Sloan com Lexie ajudou a tornar os dois personagens infinitamente mais interessantes e maduros".
Seu papel no episódio "In the Midnight Hour" da quinta temporada foi bem recebido por Debbie Chang, da BuddyTV, que escreveu: "Mark (Eric Dane) é muito incrível nesse episódio. Ele é lascivo como todo mundo, mas está mostrando compaixão". Suas cenas com Shepherd foram descritas como "divertidas". Victor Balta do Today listou sua amizade em seus melhores "bromances" da TV. Ele os chamou de "o casal mais empolgante de Grey's", explicando "eles demonstraram uma química fácil que faz parte do grande alívio cômico em torno do Seattle Grace Hospital com suas brincadeiras, sábias sensações nas vidas um do outro". Seu [bromance]] foi além disso incluído em listas por About.com, BuddyTV, Cosmopolitan, Wetpaint. No entanto, após o anúncio da saída de Dane do show, Mark Perigard, do Boston Herald, sentiu que ele e Derek "nunca clicaram como você esperaria que os amigos o fizessem. Qualquer cena que eles tiveram juntos variou de desconfortável a forçada".
Seu bromance com Jackson Avery também foi bem recebido. Janalen Samson da BuddyTV escreveu: "Eric Dane sempre demonstrou uma facilidade para comédia astuta, hábil e essas cenas com Jesse Williams estão provando ser jóias. Eu amo um bom Bromance e esses dois atores estão trazendo o amor e o engraçado em espadas." O emparelhamento foi listado no Top 25 Bromances de 2012 da Zap2it's. A colunista de TV do Los Angeles Times, Carina Mackenzie, descreveu suas cenas com Torres como "sempre perfeitamente nítidas".
No 13th Screen Actors Guild Awards, Eric Dane fez parte do elenco de Grey's Anatomy com o prêmio "Melhor desempenho em conjunto em série dramática", pelo qual também foram indicados no ano seguinte.